# Irlandzcy posłowie do Parlamentu Europejskiego 1989–1994
Irlandzcy posłowie III kadencji do Parlamentu Europejskiego zostali wybrani w wyborach przeprowadzonych 15 czerwca 1989.

## Lista posłów
Wybrani z listy Fianna Fáil
- Niall Andrews
- Gene Fitzgerald
- Jim Fitzsimons
- Mark Killilea
- Patrick Lalor
- Paddy Lane

Wybrani z listy Fine Gael
- Mary Banotti
- Patrick Cooney
- John Cushnahan
- Joe McCartin

Wybrany z listy Progresywnych Demokratów
- Pat Cox

Wybrana z listy Partii Pracy
- Bernie Malone, poseł do PE od 18 lutego 1994

Wybrany z listy Partii Robotniczej
- Des Geraghty, poseł do PE od 18 lutego 1992

Wybrany z listy Independent Fianna Fáil
- Neil Blaney

Wybrany jako kandydat niezależny
- Thomas Joseph Maher

Byli posłowie III kadencji do PE
- Barry Desmond (Partia Pracy), do 10 lutego 1994
- Proinsias De Rossa (Partia Robotnicza), do 7 lutego 1992